# Stefan Weil
Stefan Weil (* 1963 in Bad Homburg) ist ein deutscher Grafikdesigner. In den 1980er und 1990er Jahren war er auch Herausgeber verschiedener Fanzines und Zeitschriften wie Der Fürst, HG-Magazin, Das Herz und Frontpage.

## Leben
Anfang der 1980er Jahre war Weil in der New-Wave-Band Neue Mode als Schlagzeuger aktiv. Für die Veröffentlichungen der Band gestaltete er auch die Cover, später übernahm er auch die Gestaltung weiterer Plattencover von Künstlern wie Blind Vision, Robotiko Rejekto, Sons of Nippon, Umo Detic, Noise Control oder Kerosene. Er gab auch verschiedene Fanzines wie Der Fürst und Das Herz heraus. 1989 gründete er gemeinsam mit Jürgen Laarmann das Techno-Fanzine Frontpage, für  das er das pixelige, auf die digitale Produktion des Heftes verweisende Logo entwarf.
Ab Ende der 1980er Jahre war Weil als Grafikdesigner bei der Designagentur Meiré und Meiré beschäftigt. Danach war er als selbständiger Grafiker tätig und arbeitete später unter anderem für Tassilo von Grolman, Saatchi & Saatchi, TBWA und Leo Burnett. Für das Atelier Markgraph war er an der Umsetzung des Zukunftspavillons Lab01 von DaimlerChrysler auf der Expo 2000 beteiligt. Nach einer Tätigkeit für J. Walter Thompson kehrte Weil 2005 zum Atelier Markgraph als Geschäftsführer Kreation zurück. Seit dem Jahr 2017 ist er Mitinhaber der Agentur. Stefan Weil ist Mitglied im ADC und DDC.
2013 veröffentlichte er in Zusammenarbeit mit Esther Friedman und Daniel Haaksman den Bildband The Passenger – Iggy Pop 1976–1983. Im gleichen Jahr erschien sein Fotoband so sehe ich das.
Gemeinsam mit Alex Azary und Andreas Tomalla rief er das Projekt für das 2022 in Frankfurt am Main eröffnete Museum of Modern Electronic Music ins Leben.

## Veröffentlichungen
- Esther Friedman, Daniel Haaksman, Stefan Weil (Hrsg.): The Passenger – Iggy Pop. Knesebeck Verlag, 2013, ISBN 978-3-86873-668-7.
- Stefan Weil: so sehe ich das. Blurb, 2013, ISBN 978-0-36892-205-3.
- Textbeitrag in: P. Kiedaisch, S. Marinescu, J. Poesch (Hrsg.): Szenografie: Das Kompendium zur vernetzten Gestaltungsdisziplin. Avedition, Stuttgart 2018, ISBN 978-3-89986-285-0.